# William Adam (architecte)
Pour les articles homonymes, voir William Adam et Adam (homonymie).
William Adam (1689 - 24 juin 1748) est un architecte, maçon et entrepreneur écossais. Il est le plus grand architecte de son temps en Écosse ,, concevant et construisant de nombreuses maisons de campagne et bâtiments publics, souvent en tant qu'entrepreneur ainsi qu'architecte. Parmi ses œuvres les plus connues figurent Hopetoun House près d'Édimbourg et Duff House à Banff. Son style exubérant est construit sur le style palladien, mais avec des détails baroques inspirés de John Vanbrugh et l'architecture continentale.
Au XVIIIe siècle, Adam est considéré comme « l'architecte universel » d'Écosse . Cependant, depuis le début du XXe siècle, les critiques d'architecture adoptent un point de vue plus mesuré, Colin McWilliam, par exemple, trouvant la qualité de son travail "variée à un degré extrême" . En plus d'être architecte, Adam est impliqué dans plusieurs entreprises industrielles et projets d'amélioration, notamment l'extraction du charbon, les salines, les carrières de pierre et les moulins. En 1731, il commence à construire son propre domaine dans le Kinross-shire, qu'il nomme Blair Adam. Il est le père de trois architectes ; John, Robert et James, les deux derniers sont les développeurs du " style Adam ".

## Biographie

### Jeunesse
William Adam est né à Linktown d'Abbotshall, maintenant un quartier de Kirkcaldy, Fife, et est baptisé le 24 octobre 1689 . Il est le seul enfant survivant de John Adam (dc 1710), un maçon, et Helen Cranstoun, fille de William Cranstoun, 3e Lord Cranstoun. Son grand-père paternel est Archibald Adam, un laird à Angus . Adam fréquente probablement le lycée de Kirkcaldy jusqu'en 1704, date à laquelle il a 15 ans, et apprend ensuite le métier de la maçonnerie, peut-être de son père. Il est souvent suggéré qu'Adam est l'apprenti de Sir William Bruce à Kinross House, bien que les dates rendent cela improbable. John Fleming suggère que si Adam s'est entraîné sous Bruce, ce devait être à Hopetoun House que Bruce construit de 1699 à 1703 . En 1717, Adam est un membre pleinement qualifié de la guilde des maçons de Kirkcaldy  et avant 1720, il voyage en France et aux Pays-Bas, visitant des maisons de campagne et le canal d'Ostende .
En 1714, Adam conclut un partenariat avec William Robertson de Gladney, un laird local, pour mettre en place une briqueterie à Linktown. L'entreprise est couronnée de succès et Adam est crédité d'avoir introduit la fabrication de tuiles hollandaises en Écosse . Le 30 mai 1716, Adam épouse Mary, la fille de Robertson, et le couple emménage dans sa maison, Gladney House, à Abbotshall .

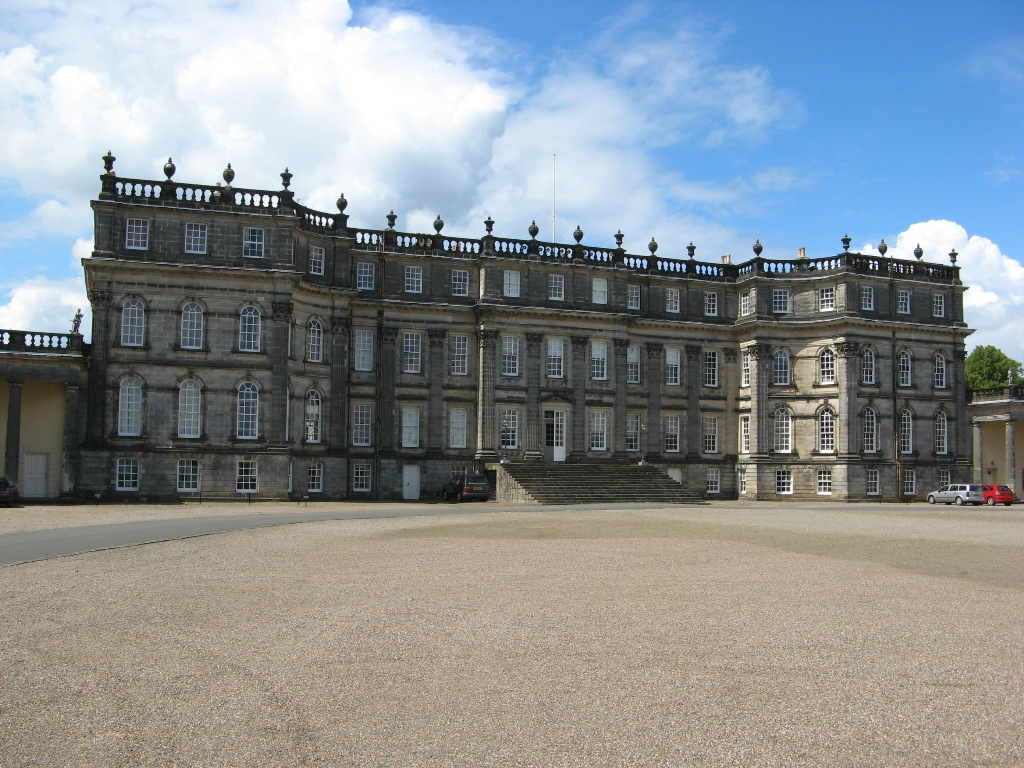
Façade est de Hopetoun House, conçue et construite par William Adam sur une période de plus de 20 ans

### Ascension vers la gloire
On ne sait pas comment William Adam est devenu un architecte à succès à partir de ces débuts, mais en 1721, il s'engage sur des projets majeurs à Floors Castle, où il exécute un projet de Vanbrugh et conçoit les extensions de Hopetoun House. John Gifford lie l'ascension d'Adam à la retraite de James Smith, l'architecte le plus en vue du début du XVIIIe siècle, qui a alors 70 ans . Comme Smith, Adam est un maçon qualifié, a des liens sociaux grâce à sa famille et bénéficie du soutien financier d'entreprises commerciales prospères . C'est en 1721 qu'Adam devient franc-maçon en étant initié à la Loge d'Édimbourg (Chapelle de Marie), n°1 .
Cependant, contrairement aux épiscopaliens Smith et Bruce, Adam est un Whig presbytérien, à une époque de domination Whig du gouvernement britannique . Les épiscopaliens écossais sont associés au jacobitisme et, en tant que tels, sont peu en faveur auprès du régime hanovrien au pouvoir. Sir William Bruce, par exemple, est emprisonné à au moins trois reprises entre 1693 et sa mort en 1710, simplement en raison de ses principes . Les opinions religieuses d'Adam sont beaucoup plus acceptables, bien qu'il ait réussi à maintenir des relations avec l'architecte jacobite et amateur en exil, John Erskine (6e comte de Mar) . La position politique d'Adam lui permet d'acquérir des mécènes influents tels que John Dalrymple (2e comte de Stair), et Sir John Clerk de Pennycuik  qui, en plus d'être ses clients, tentent d'obtenir des postes gouvernementaux et des contrats pour lui . Par exemple, Sir John Clerk propose sans succès Adam comme architecte de la ville dans le cadre du « Town of Edinburgh Bill », qui l'aurait vu superviser de nouveaux travaux publics dans la capitale . En 1727, Stair tente, encore une fois en vain, de faire nommer Adam arpenteur des travaux du roi en Écosse, bien que l'année suivante, il obtient le poste moindre de commis et magasinier des travaux du roi en Écosse, sous la direction du maître des travaux Sir John Anstruther . En 1730, Adam est nommé maçon principal au Board of Ordnance en Grande-Bretagne du Nord .

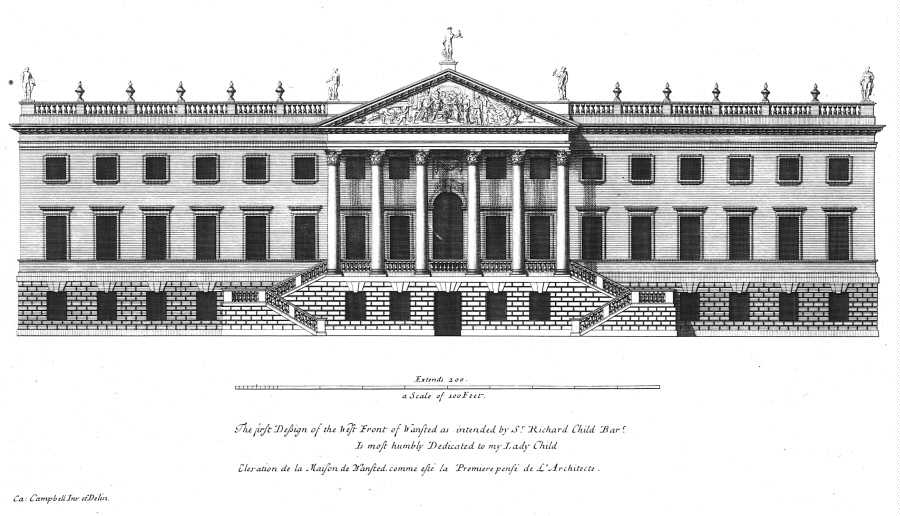
Conception de Colen Campbell pour Wanstead House

En 1727, Adam et sir John Clerk se rendent à Londres, visitant un certain nombre de sites en cours de route, notamment Cliveden, Wilton et Wanstead House . À Londres, Adam tente d'établir d'autres contacts politiques, ainsi que de chercher un graveur pour son projet de livre de plans architecturaux, qui deviendrait éventuellement Vitruvius Scoticus. Également à Londres, il fait réaliser son portrait par William Aikman .

### Architecte, entrepreneur et laird
En 1728, Adam est fermement établi en tant qu'architecte à succès avec de nombreuses entreprises commerciales en cours, notamment l'extraction de charbon, l'extraction du sel, les carrières et les améliorations agricoles, bien que cette année-là se produise la mort de son associé et beau-père William Robertson . Pour la même année, William Adam et Alexander McGill sont nommés architectes dans la liste des abonnés au Book of Architecture de James Gibbs. Le 21 février 1728, Adam est nommé bourgeois d'Édimbourg  et déménage avec sa famille dans une propriété sur la Cowgate, où il construit plus tard un grand immeuble .
Ses activités commerciales continuent à se développer. Depuis la commande pour Hopetoun en 1721, il a loué des carrières près de Queensferry qui lui fournissent la pierre pour ses contrats de construction . À partir de 1734, il loue des greniers et des entrepôts à Leith, ainsi que des mines de charbon et des marais salants à Cockenzie, et plus tard à Pinkie, à proximité, il construit un canal en 1742-1744, pour desservir les mines . D'autres travaux d'ingénierie comprennent un aqueduc coupé à travers une colline à Inveresk et, en 1741, une tentative de promouvoir le Canal de Forth et Clyde, un projet finalement réalisé par d'autres quelque 30 ans plus tard . Sa principale préoccupation à partir de 1731 devient Blair Crambeth, le domaine du Kinross-shire, près de Kelty, qu'il achète cette année-là pour 8 010 £ écossais . Renommant le domaine Blair Adam, il entreprend de l'agrandir et de l'améliorer, plantant des arbres, clôturant des terres et installant des mines de charbon. Il établit le village de Maryburgh pour loger les mineurs, et construit une petite maison, bien qu'il l'ait rarement visité pendant un certain temps .

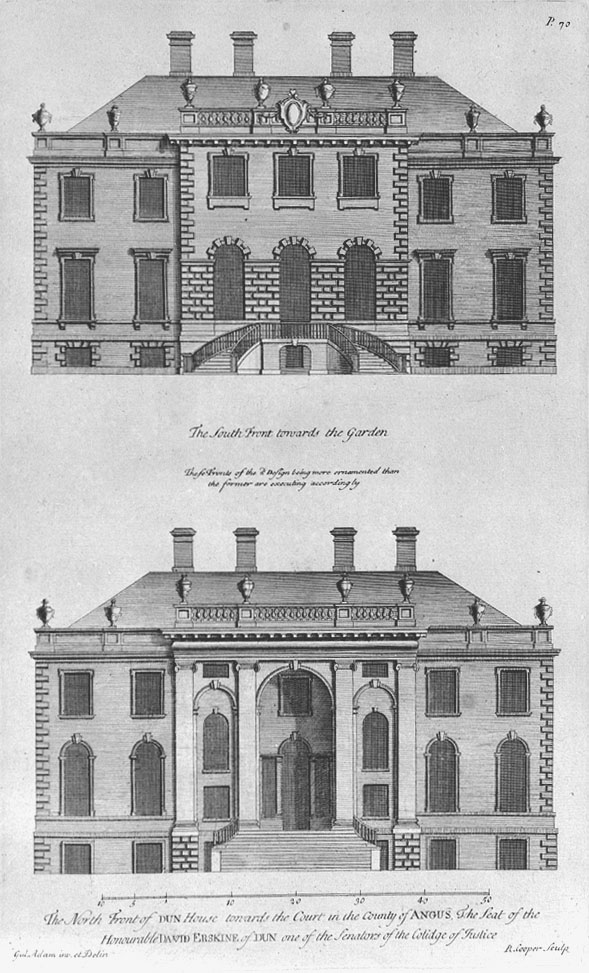
Conceptions réalisées pour la façade sud (en haut) et la façade nord de House of Dun, Angus

### Dernières années
En 1741, Adam est contraint d'engager des poursuites judiciaires contre William Duff (1er comte de Fife), pour récupérer les frais impayés résultant de son travail à Duff House. Il n'y a pas de contrat formel, et le client et l'architecte sont en désaccord sur les coûts de la maçonnerie sculptée . Adam intente une action en justice pour 5 796 £ 12s 11⅓d, et l'affaire est initialement résolue en sa faveur. Cependant, Duff est un adversaire têtu et fait traîner la procédure, qui n'est résolue que juste avant la mort d'Adam .
Après le soulèvement jacobite de 1745, la position d'Adam en tant que maçon au Board of Ordnance lui vaut un certain nombre de gros contrats militaires dans les Highlands . En 1746, le poste de maître charpentier au Board of Ordnance devient vacant et Adam ne tarde pas à proposer le nom de son fils John, bien qu'il n'ait pas réussi à lui obtenir le poste. Ses trois fils aînés sont tous impliqués dans l'entreprise familiale en 1746, James et John quittent tous deux l'Université d'Édimbourg tôt pour rejoindre leur père .
William Adam tombe malade à la fin de 1747 et meurt l'été suivant. Il est enterré à Greyfriars Kirkyard, à Édimbourg, où John Adam a conçu le mausolée familial construit en 1753 . 

## Travaux d'architecture

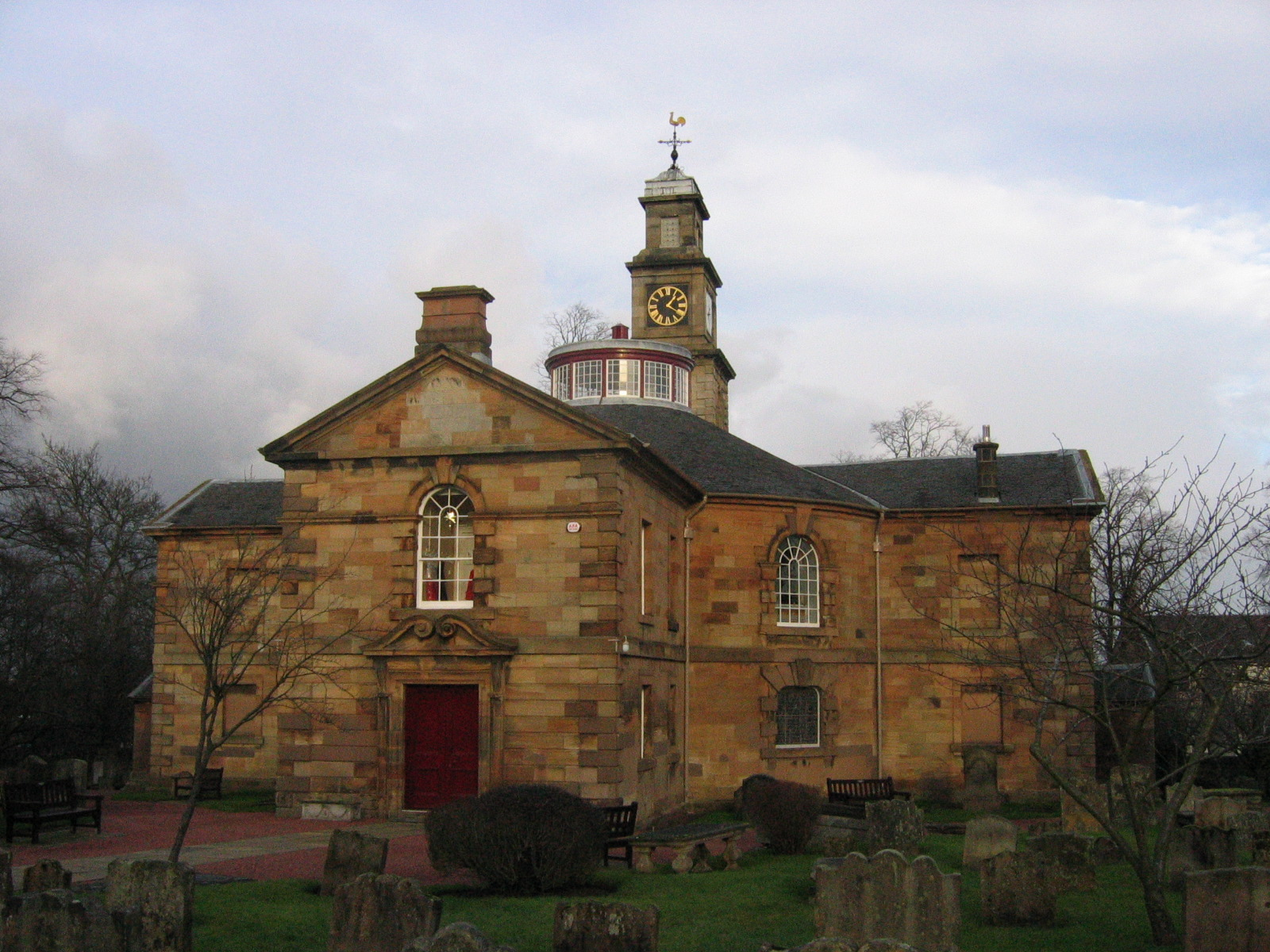
Hamilton Old Parish Church, conçu par Adam en 1735

Adam utilise une grande variété de sources pour ses créations et créé un style de décoration personnel inventif . Ses principales influences proviennent du palladianisme anglais, et plusieurs de ses maisons sont comparées à des dessins reproduits dans Vitruvius Britannicus de Colen Campbell, mais Adam les a mélangés avec des motifs baroques anglais de Gibbs et Vanbrugh ,. Il s'appuie beaucoup sur une gamme de livres de modèles français, italiens et anglais, notamment le livre d'architecture de Gibbs, auquel il emprunte librement sans se soucier de la cohérence du style . En outre, il s'inspire de l'architecture de la Renaissance écossaise antérieure et de ses prédécesseurs Bruce et Smith . Au cours de sa carrière d'architecte de près de 30 ans, Adam conçoit, agrandit ou rénove plus de 40 maisons de campagne et réalise de nombreux bâtiments publics . Il aménage également des projets de jardins paysagers, par exemple à Newliston et au château de Taymouth (en) .

### Maisons de campagne
Sa première commande semble avoir été pour des extensions à Hopetoun House, près d'Édimbourg, pour Charles Hope (1er comte de Hopetoun) . Hopetoun a été construit seulement 20 ans auparavant par Sir William Bruce, et Adam est retenu pour reconstruire l'aile sud-est. Ces travaux, achevés en 1725, visent à donner à la façade est une nouvelle apparence audacieuse, avançant aux extrémités avec des sections courbes. Selon John Fleming, « rien d'aussi ambitieux ou imaginatif n'avait jamais été tenté en Écosse » . Au cours des années suivantes, Adam retourne à Hopetoun, construisant la colonnade sud à partir de 1726, l'aile nord à partir de 1728 et enfin les pavillons à partir de 1736. Celles-ci ne sont achevées qu'en 1742, l'année de la mort du comte, et le projet est achevé par les fils d'Adam après sa propre mort . Adam aménage également les jardins, peut-être sur des plans de Bruce, dont ils suivent le style axial .

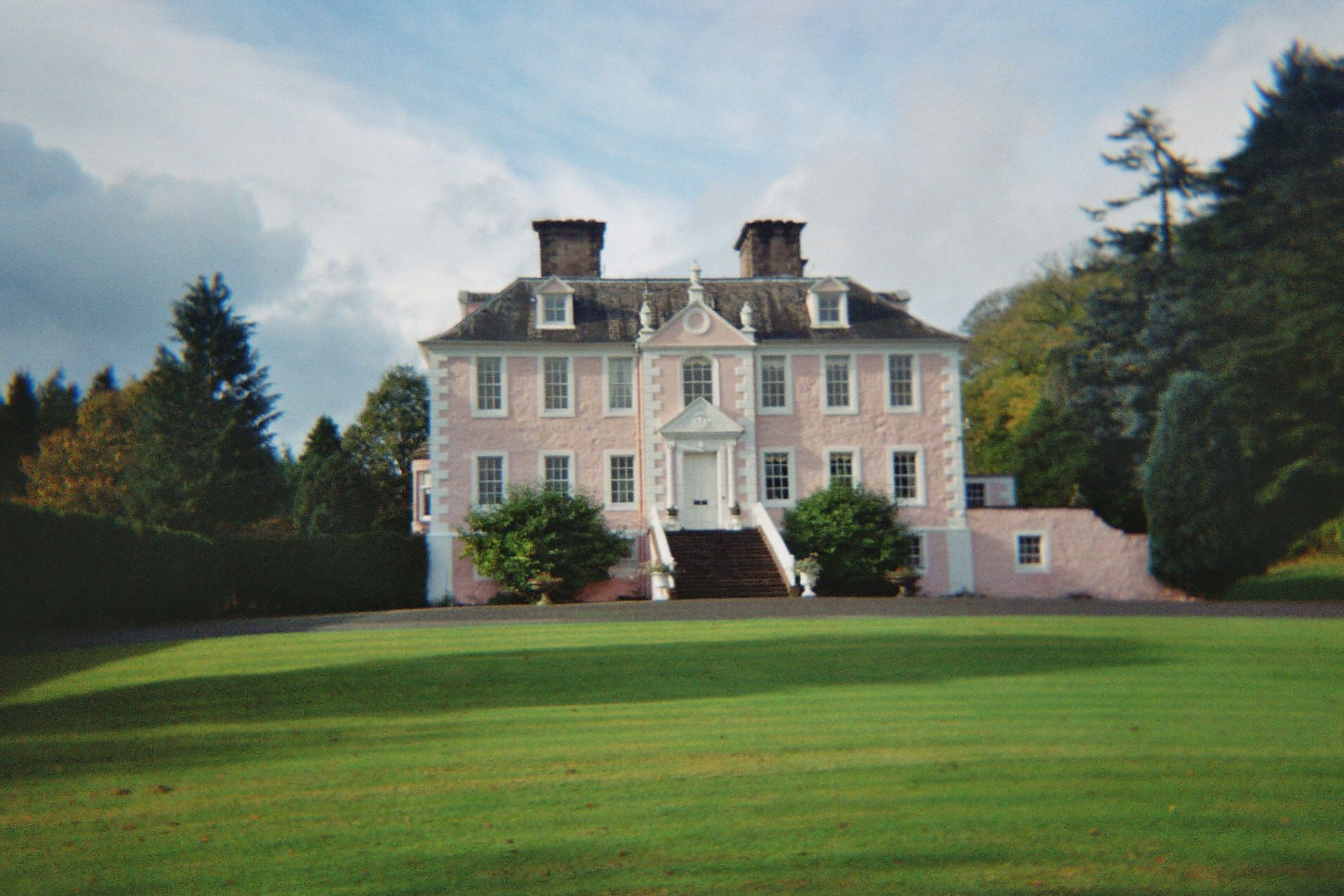
Craigdarroch dans le Dumfriesshire, une petite maison conçue par Adam en 1729, pour Alexander Fergusson

Parmi les autres premières conceptions, citons Drum House (en), qui possède la première fenêtre vénitienne  et Mavisbank House, toutes deux près d'Édimbourg. Mavisbank House, construite entre 1723 et 1727, est la première villa palladienne en Écosse  une collaboration entre Adam et le propriétaire, l'architecte amateur Sir John Clerk (2e baronnet). Ce dernier revendique une grande partie du mérite et a certainement critiqué des suggestions d'Adam, bien que les preuves suggèrent qu'Adam a obtenu gain de cause sur un certain nombre de points . Comme à Hopetoun, Adam entretient ici une relation inhabituellement étroite avec son client, malgré leurs divergences d'opinion . Ses premières œuvres les plus ambitieuses sont la maison baroque d'inspiration Vanbrugh à Arniston House, près de Gorebridge. Construit pour Robert Dundas d'Arniston, un avocat et homme politique lié au comte de Stair, Arniston comprend un vaste terrain aménagé par Adam, avec un parterre et une cascade, et une avenue principale centrée sur Arthur's Seat au nord . Le stuc du hall d'Arniston est l'un des plus beaux intérieurs vanbrughiens d'Adam .

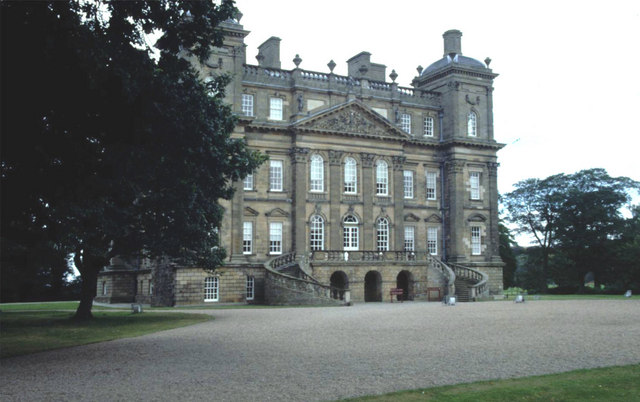
Duff House, "un château médiéval en habit baroque"

Duff House, œuvre majeure d'Adam des années 1730, témoigne de son accrétion d'influences locales et étrangères, se présentant comme « un château médiéval en habit baroque » . Construit entre 1735 et 1739, Adam y est entrepreneur et architecte de William, Lord Braco. James Gibbs a récemment construit une autre maison pour Lord Braco, mais il décline la proposition pour Duff, recommandant Adam pour le travail . La façade principale de Duff House est remarquable par sa hauteur, et avec les hautes tours d'angle, l'impression est celle d'une maison très verticale. Ce style est lié aux dessins produits par John Erskine (6e comte de Mar), un architecte amateur qui collabore avec Adam à Dun House . Charles McKean compare Duff au château de Drumlanrig du XVIIe siècle et le place dans la tradition architecturale écossaise. Comme Drumlanrig et l'hôpital Heriot (1620-1690) à Édimbourg avant lui, Duff House a un bloc à double pile flanqué de tours d'angle carrées plus hautes . La "robe baroque" à Duff provient de Vanbrugh, et en particulier d'Eastbury Park (1724-1738) dans le Dorset . Les conceptions de pavillons et d'ailes de quadrant n'ont jamais été exécutées en raison de la dispute de Lord Braco avec Adam. Braco n'a jamais occupé ou aménagé la maison pour la même raison .

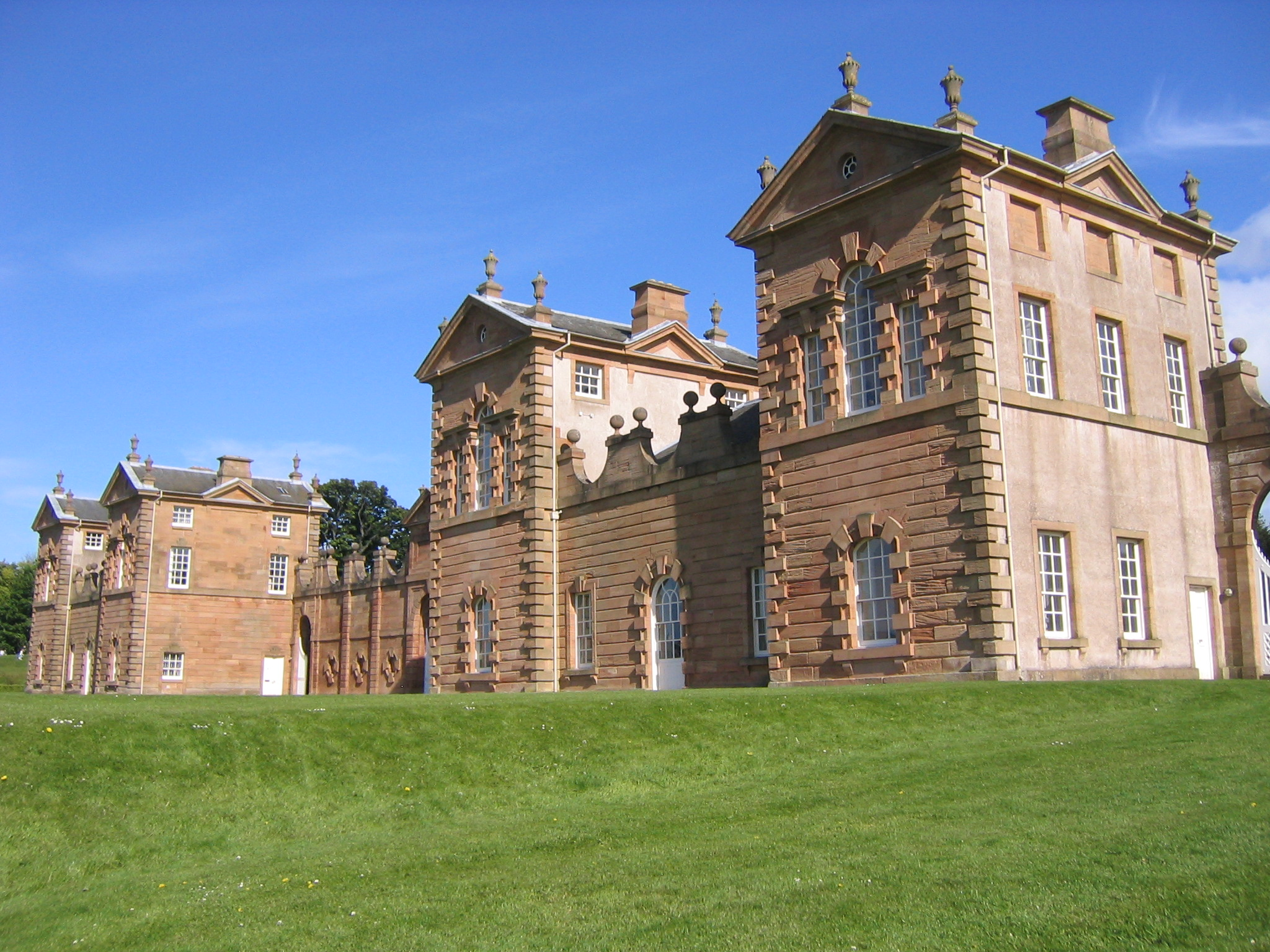
Chatelherault, pavillon de chasse du duc de Hamilton, 1731-1743

Les autres maisons d'Adam des années 1730 comprennent House of Dun (en) à Angus, Tinwald dans le Dumfriesshire, Lawyers House dans le Perthshire et Haddo House dans l'Aberdeenshire. Sa conception initiale et non exécutée pour House of Dun, une collaboration avec le comte de Mar, est intéressante, car elle semble montrer une grande maison-tour écossaise traditionnelle, dotée d'escaliers en colimaçon dans les murs, mais revêtue à l'extérieur de détails néo-classiques ; Adam s'est clairement inspiré de la langue vernaculaire écossaise . Chatelherault, le « Dogg Kennel » du duc de Hamilton et pavillon de chasse près de Hamilton, est achevé en 1743 . Son remodelage de l'appartement du duc à Holyroodhouse est la commande de design d'intérieur la plus importante d'Adam . Dans les années 1730, Adam agrandit le château de Taymouth et aménage des jardins, bien que son œuvre ait été en grande partie démolie pour faire place au bâtiment actuel au XIXe siècle . L'approche d'Adam reflète le travail de Bruce à Balcaskie, étendant une maison-tour écossaise pour former une composition architecturale presque symétrique .
Après 1740, Adam ne construit que deux maisons, Cumbernauld House pour le comte de Wigton et Cally House pour Alexander Murray, qui n'est achevée qu'en 1763 . À partir de 1746, Adam est « intendant général » et entrepreneur, supervisant la construction du château d'Inveraray selon un Style néogothique de Roger Morris. Son rôle est de correspondre avec l'architecte au nom du client, Archibald Campbell (3e duc d'Argyll), et Adam offre également à Morris ses propres conseils sur la conception détaillée . Il fournit également une première ébauche pour la disposition de la nouvelle ville à Inveraray . Son dernier travail architectural est pour Lord Lovat en 1744, pour une nouvelle maison au château Dounie. La pierre est fournie, mais la construction n'a jamais commencé car Lord Lovat part en exil après le soulèvement jacobite de 1745 et sa propriété est saccagée par les troupes gouvernementales .

### Bâtiments publics

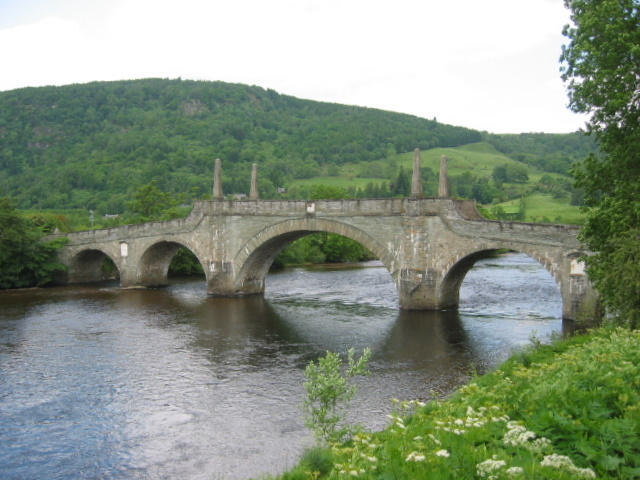
Pont Tay de William Adam à Aberfeldy

Les premières commandes de bâtiments publics d'Adam ont lieu à Aberdeen, où il a construit la maison de ville, ou l'hôtel de ville, de 1729 à 1730, démolie depuis, et l'hôpital Robert Gordon de 1730 à 1732, maintenant une école indépendante . L'infirmerie royale d'Édimbourg d'origine sur Infirmary Street est un bâtiment imposant conçu par Adam en 1738, bien que basé sur un bloc de caserne standard de l'Ordnance Board . L'une des premières infirmeries au monde, elle est fondée par le médecin Alexander Monro, et est démolie en 1884. Des vestiges du bâtiment se trouvent sur divers sites de la ville. Également à Édimbourg, Adam construit l'hôpital George Watson de 1738 à 1741, démoli en 2004, qui au XIXe siècle est incorporé par David Bryce dans le cadre de la nouvelle infirmerie royale . En 1745, les travaux sont achevés sur la « nouvelle bibliothèque » de William Adam pour l'Université de Glasgow, également démolie depuis . La maison de ville d'Adam à Dundee a également été démolie; Haddington Town House (en) reste mais est très modifié . Adam ne construit qu'une seule église, Hamilton Old Parish Church, en 1733 alors qu'il travaille à Chatelherault à proximité .
Le dernier soulèvement jacobite a lieu en 1745, lorsque Charles Édouard Stuart tente de s'emparer du trône britannique, aidé par des Highlanders écossais rebelles. À la suite de ce coup d'État infructueux, les Highlands sont largement militarisés par le gouvernement, et le travail de l'Adam's Ordnance Board s'est multiplié en conséquence. Lui et ses fils effectuent des travaux à Fort Augustus, Fort William, Carlisle et les châteaux de Dumbarton, Stirling, Édimbourg, Blackness et Duart . Il est engagé en 1747 pour fournir les travaux de maçon et de maçonnerie pour le fort George près d'Inverness, bien que le projet n'ait commencé que peu de temps avant la mort d'Adam . Chaque été jusqu'en 1760, un de ses fils passe l'été à Fort George, supervisant les travaux sous le colonel Skinner, l'ingénieur en chef de la Grande-Bretagne du Nord .

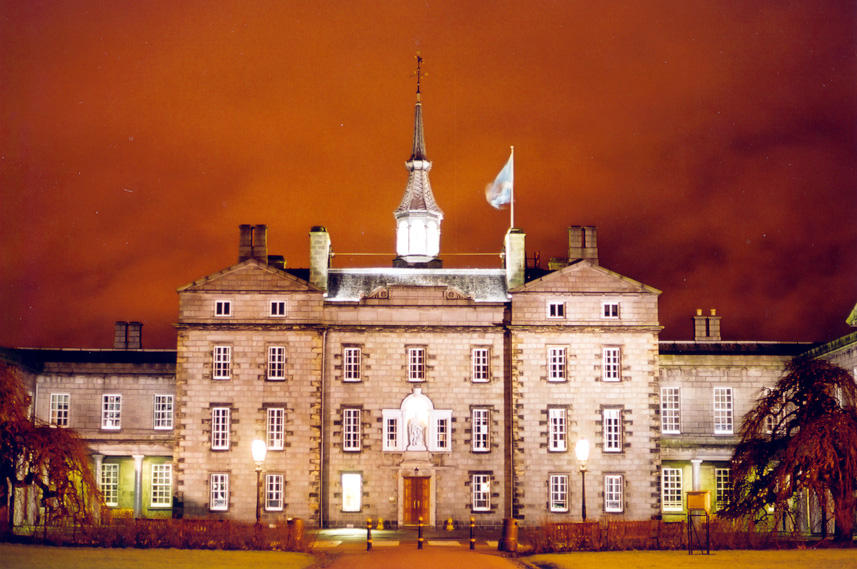
Hôpital Robert Gordon, Aberdeen, maintenant Robert Gordon's College

### Vitruve Scoticus
Dans les années 1720, Adam prévoit de publier un livre de dessins architecturaux de maisons écossaises, comprenant son propre travail et celui d'autres. Son Vitruvius Scoticus est commencé et nommé en réponse à Vitruvius Britannicus de Colen Campbell. Il commande quelques gravures lors de son voyage à Londres en 1727, et commence à collecter des souscriptions . D'autres gravures sont réalisées à Édimbourg dans les années 1730 par Richard Cooper . Le projet est ensuite suspendu, peut-être en raison du manque de souscripteurs (seulement 150 ont été collectés, contre plus de 700 pour Vitruvius Britannicus), bien qu'il ait pu être relancé au moment de la mort d'Adam. En 1766, John Adam tente de redémarrer le projet et de collecter de nouveaux souscripteurs, mais rien n'aboutit. Le livre est finalement publié en 1812 par le fils de John, William, et contient 160 planches, dont 100 des propres dessins d'Adam .

## Héritage
La position dominante de William Adam dans l'architecture écossaise est renforcée par son manque de contemporains. Colin McWilliam, dans The Buildings of Scotland : Lothian, s'est demandé "si l'architecture écossaise de cette période... aurait accompli beaucoup de choses sans lui" .
La mort d'Adam coïncide avec la défaite finale de la menace jacobite en 1746 et l'avancée des Lumières écossaises, ce qui permet à de nouveaux styles de construction de devenir populaires. Le développement du néoclassicisme à la fin du XVIIIe siècle s'accompagne d'un renouveau de la forme de maison "château", qui conduit au style baronnial écossais . Ni l'un ni l'autre de ces idiomes ne devait cependant beaucoup au travail de William Adam. En tant qu'homme pratique plutôt que théoricien, Adam n'a jamais développé un style assez fort pour exercer une influence directe sur le cours de la conception des bâtiments.
Son principal legs à l'histoire de l'architecture est ses trois fils architectes, et en particulier Robert Adam, dont le succès en tant que développeur du « Style Adam » dépasse de loin celui de son père. Bien que Robert ait formé son propre style grâce à de longues études à Rome, John Fleming détecte des traces de l'influence de son père sur le travail des trois frères et suggère que le principe d'Adam de « mouvement » en architecture est en partie inspiré par l'admiration de William pour Vanbrugh. Plus concrètement, Fleming note que travailler avec leur père a donné aux frères une base solide dans les aspects techniques de l'architecture et les a présentés à un ensemble de clients auxquels ils n'auraient peut-être jamais eu accès autrement .

### Appréciation critique
Bien que ses contemporains aient acclamé le « génie d'Adam pour l'architecture », les historiens de l'architecture récents trouvent son travail de qualité plus variable. Aux XVIIIe et XIXe siècle, il est accepté comme « architecte universel » d'Écosse, et à la fin du XIXe siècle, MacGibbon et Ross suggèrent dans The Castellated and Domestic Architecture of Scotland que William est « au moins » l'égal en talent de son fils Robert .
Au XXe siècle, une vision plus critique du travail d'Adam est adoptée. Par exemple, Ian Hannah dans The Story of Scotland in Stone (1934) trouve qu'Adam est « un architecte classique plutôt ordinaire » . Arthur T. Bolton, dans l'introduction de son ouvrage définitif sur Robert et James Adam (1922), qualifie le travail du père de « lourd et ordinaire » et de simple « compilation d'idées... de Vanbrugh et Gibbs à Kent » . John Fleming déplore son "improvisation ad hoc à partir de livres sources, mal digérés", et estime qu'il "ne peut pas être autorisé à une grande distinction en tant qu'architecte" . John Summerson ne tient pas compte du travail d'Adam, dans Architecture in Britain, 1530-1830 (1953), car il ne correspond pas à l'orthodoxie palladienne anglaise , bien que John Dunbar suggère qu'« il pouvait s'exprimer de manière suffisamment convaincante dans cet idiome »  par exemple à Haddo House . Dunbar trouve le travail d'Adam « aussi remarquable pour son éclectisme que pour son inégalité de qualité », et il souligne ensuite la « robustesse et la franchise » de William Adam, et les trouvent « appropriés au climat artistique de la Grande-Bretagne du Nord » . Gifford souligne également le contexte écossais d'Adam, soulignant que l'Écosse est à bien des égards un pays étranger au cours de sa vie professionnelle, et est en fait un pays distinct de l'Angleterre jusqu'en 1707. Adam devrait, selon lui, être considéré non comme un architecte britannique provincial, mais comme « l'architecte de l'Écosse » .
John Fleming et Colin McWilliam sont d'accord pour dire qu'Adam est à son meilleur en tant que collaborateur. Le commentaire de Fleming selon lequel Adam « était à son meilleur lorsqu'il était guidé par un homme de goût qui connaissait son propre esprit », est repris par McWilliam, qui suggère que William Adam « a toujours fait de son mieux, mais a fait de son mieux l'architecture... quand il était en contact non seulement avec ses livres sources, mais avec d'autres esprits vifs" .

## Famille
William Adam et Mary Robertson ont dix enfants survivants :
- Janet ("Jenny") (née en 1717), née à Linktown, dirige plus tard l'entreprise londonienne de leurs frères.
- John (né le 3 juillet 1721), né à Linktown, reprend Blair Adam et les autres entreprises familiales, tout en pratiquant l'architecture.
- Robert (né le 3 juillet 1728), né à Linktown, architecte et le plus connu des frères Adam.
- James, (né le 21 juillet 1732) architecte, associé de Robert.
- Guillaume ("Willie") (né en 1738)
- Elizabeth ("Betty"), avec Janet, gèrent les affaires londoniennes de leurs frères.
- Hélène ("Nellie")
- Marguerite ("Peggy")
- Mary, épouse le révérend John Drysdale (en) FRSE (1718-1788), ministre du Tron Kirk qui est deux fois le modérateur de l'Assemblée générale de l'Église d'Écosse (1773 et 1784), bien que maintenant principalement connu pour son amitié avec l'économiste Adam Smith.
- Susannah, épouse Sir John Clerk d'Eldin, fils de Sir John Clerk de Penicuik.

Les dates de naissance de leurs cinq filles cadettes ne sont pas enregistrées . De plus, un autre fils, nommé William, et deux filles sont décédés en bas âge .
Après la mort de William Adam, son fils aîné, John, hérite de l'entreprise familiale et associe immédiatement ses frères Robert et James, ce qui dure jusqu'à la fin des années 1750, lorsque Robert s'établit à Londres. La nécrologie de William Adam dans le Caledonian Mercury note qu'« il est heureux qu'il ait laissé derrière lui quelques jeunes hommes prometteurs pour poursuivre ce qu'il a si heureusement commencé » . John Adam transmet Blair Adam à son propre fils, avocat et homme politique William Adam, dont les descendants continuent de posséder le domaine.